# Calypte
Genre
Le genre Calypte regroupe deux petites espèces appartenant à la famille des Trochilidae.

## Liste d'espèces
D'après la classification de référence (version 2.2, 2009) du Congrès ornithologique international (ordre phylogénique) :
- Calypte anna (Lesson, 1829) — Colibri d'Anna
- Calypte costae (Bourcier, 1839) — Colibri de Costa